# Darko Slavec
Darko Slavec, slovenski slikar, *1951, Postojna
Leta 1975 je diplomiral na Akademiji za likovno umetnost in oblikovanje v Ljubljani pri prof.  Jelisavi Čopič. Po diplomi se je vpisal na slikarsko specialko, kjer je leta 1977 diplomiral pri prof. Gabrijelu Stupici ter zatem še na grafično specialko, kjer je diplomiral pri prof. Bogdanu Borčiču leta 1979.

Pripravil je preko 110 samostojnih razstav svojih likovnih del ter sodeloval na več kot 130 skupinskih razstavah doma in v tujini.

Od leta 1977 je zaposlen na Katedri za oblikovanje tekstilij in oblačil Oddelka za tekstilstvo Naravoslovnotehniške fakultete Univerze v Ljubljani. Je soustanovitelj Visoke strokovne šole za risanje in slikanje v Ljubljani in na njej poučuje od leta 1990 dalje.

Bibliografija Arhivirano 2016-03-04 na Wayback Machine.
1. 1 2  Avtor - Darko Slavec | Loterija Slovenije — 2011.